# José Bernardo Sánchez
José Bernardo Sánchez (Robledillo de Mohernando, Vieille Castille, Espagne, 7 septembre 1778 - San Gabriel, Mexique, 15 janvier 1833) est un missionnaire espagnol franciscain du XIXe siècle envoyé au Nouvelle-Espagne.

## Biographie
Entré chez les Franciscains le 9 octobre 1794, il est immédiatement destiné aux missions américaines. Il arrive en Nouvelle-Espagne en 1803 et rejoint le Collège San Fernando de Mexico pour se préparer à la mission d'évangélisation auprès des populations autochtones. Dès 1804 il est envoyé vers le nord du Mexique actuel dans l'actuelle Californie. De 1804 à sa mort en 1821 il est affecté à différentes missions, celle de San Diego de Alcalá (1804–1820) puis celle de La Purísima Concepción (en) (1820–1821) et enfin celle de San Gabriel Arcángel (en) (1821–1827). En 1821, avec le responsable des franciscains de Nouvelle-Espagne Mariano Payéras, il part en mission d'exploration plus au nord en Californie en vue de créer de nouvelles missions franciscaines. En 1827 il est choisi comme supérieur de l'ensemble des missions franciscaines de Californie. Il occupe la charge jusqu'en 1831. Fatigué il décède deux ans avoir été relevé de sa charge et est enterré dans l'église de la mission de San Gabriel là où fut enterré avant lui un autre mission arrivé d'Espagne avec lui Jérôme Boscana Mulet.
Durant son temps comme responsable des missions il voir arriver chez lui l'expédition de l'Américain Jedediah Smith, expédition préfigurant la future conquête de la Californie 20 ans après par les États-Unis après une courte guerre.